# Fritz Csoklich

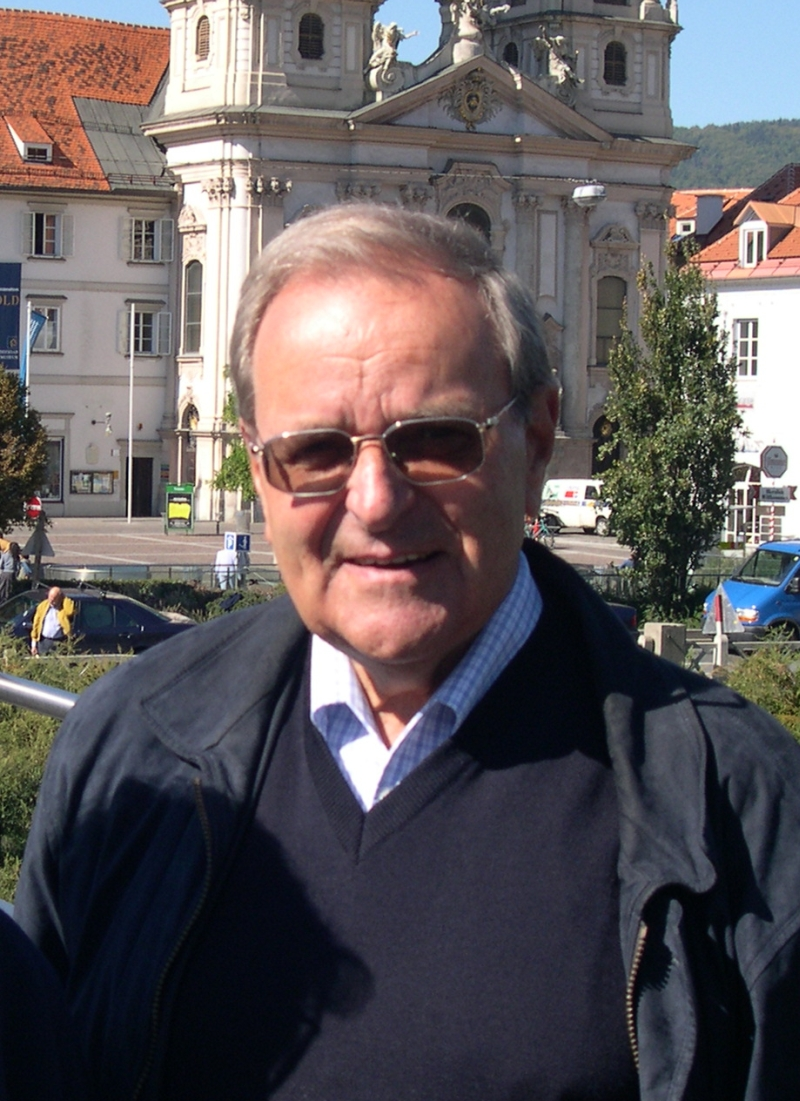
Fritz Csoklich

Fritz Csoklich (ur. 5 maja 1929 w Wiedniu, zm. 22 października 2009 w Grazu) – austriacki dziennikarz.

## Życiorys
Csoklich studiował w Wiedniu germanistykę i historię. Po uzyskaniu stopnia doktora rozpoczął w 1953 pracę jako dziennikarz w gazecie codziennej „Kleine Zeitung” w Grazu. W 1959 – po zakończeniu swoich „lat nauki i wędrówki” po różnych gazetach niemieckich, jak „Rheinische Post” w Düsseldorfie, „Westfälische Nachrichten” w Münster i „Kölnische Rundschau” – został mianowany tymczasowym kierownikiem redakcji „Kleine Zeitung”. W 1960 został redaktorem naczelnym tej gazety i funkcję tę sprawował przez ponad trzy dziesięciolecia do 1994.
W 1964 Csoklich był jednym z protagonistów, zainicjowanej przez niezależną prasę, społecznej inicjatywy ustawodawczej dotyczącej radia austriackiego, której celem było polityczne uniezależnienie radia od partii aktualnie sprawujących władzę.
Dał się poznać jako humanista o korzeniach chrześcijańskich, człowiek wielkiej otwartości, przyjaźnie nastawiony do Polski i Polaków.
W 2007 Fritz Csoklich został odznaczony Austriackim Krzyżem Honorowym pierwszej klasy za zasługi w dziedzinie nauki i sztuki.